# 阿普爾蓋特河
阿普爾蓋特河（英語：Applegate River）是一條位於美國俄勒岡州及加利福尼亞州的河流，同時亦是羅格河的支流。河流長約82公里（51英里），流域面積約1,810平方公里（698平方英里）。河流發源自加利福尼亞州北部，在流經加利福尼亞州-俄勒岡州州界後，先往東北方再往西北方流動，最終在格蘭茨帕斯以西與羅格河合流。

## 流向
阿普爾蓋特河發源自加利福尼亞州錫斯基尤縣的錫斯基尤山，屬於羅格河-錫斯基尤國家森林的一部分。河水主要以泉水及融雪水為主，而錫斯基尤地區每年約有430至1,020毫米（17至40英寸）的降水量。之後，河流向北流經俄勒岡-加利福尼亞州界的陡峭峽谷，並與艾略特溪（Elliot Creek）合流。艾略特溪分別由銀汊（Silver Fork）及沃茲汊（Wards Fork）組成。銀汊發源自俄勒岡州的荷蘭人峰，在往西南方流入加利福尼亞州後與沃茲汊合流，並形成艾略特溪。艾略特溪的流向大致往西，並與俄勒岡-加利福尼亞州界平行著，之後在州界附近與阿普爾蓋特河合流。
之後，阿普爾蓋特河會流入鄰近州界的阿普爾蓋特水庫，並改往東北偏北的方向流動。途中，河流會經過麥基橋，並在距離橋樑數公里處與小阿普爾蓋特河合流。在傑克遜縣魯克附近，阿普爾蓋特河會改往西北方流動，並先後流經阿普爾蓋特及普羅伏特這兩個非建制地區。流經墨菲後，阿普爾蓋特河會轉往西方流動，並在流經懷爾德維爾改往北方流動。最終，阿普爾蓋特河會在格蘭茨帕斯以西約10公里的位置流進羅格河。

## 流域
阿普爾蓋特河的流域面積為約1,810平方公里（698平方英里），其中美國國家森林局及美國內政部土地管理局各自擁有35%的土地，20%為私人擁有，而餘下的10%則為商品林。此外，約有12,000人生活在遍佈河流流域的多個城鎮及農場內。
阿普爾蓋特河流量的平均速率為20立方米每秒（710立方英尺每秒），最高速率為1,350立方米每秒（48,000立方英尺每秒），而最低速率為0.022立方米每秒（0.78立方英尺每秒）。

## 歷史
阿普爾蓋特河的名稱源於俄勒岡州先驅者林賽·阿普爾蓋特，後者在1848年前往加利福尼亞州金礦區的旅程中發現此河流。從1850年代至1890年代，阿普爾蓋特河經歷了大規模且密集的金礦開採。雖然採礦業及後來的農業灌溉撤出了阿普爾蓋特河流域，並對當地的漁業造成不利影響，但冬季時仍能吸引一定的釣魚人士前往河流下游釣獲虹鱒。
阿普爾蓋特河流域多山，偶爾會出現極具破壞性且極高流量的冬季洪水，其中較為嚴重的洪災則發生於1890年、1927年、1955年、1964年及1974年1月。作為其羅格河流域防洪項目的一部分，美國陸軍工兵部隊在1976年開始建造阿普爾蓋特水壩，並在1980年完成。水壩完工後形成了阿普爾蓋特水庫，其佔地約400公頃（988英畝）、深約69米（225英尺），幾乎延伸至加利福尼亞州，而曾經位於該地的銅鎮則被湖水淹沒。水庫有助改善阿普爾蓋特河谷的灌溉及防洪服務。

## 生態
阿普爾蓋特河流域內最常見的樹種包括海濱黃杉及太平洋熊莓。另外，在較高坡度的壤土上生長著俄州白櫟及俄州楓樹等樹木，而在灌木叢則有著圓葉楓及白葉熊果等植物。
沿著阿普爾蓋特河生活的動物主要包括被列為瀕危物種的錫斯基尤山蠑螈，以及被列為近危物種的西點林鴞。

## 休閒
阿普爾蓋特河及阿普爾蓋特水庫均可供遊客進行露營、遠足、釣魚及水上活動。